# Kúmino
Kúmino (en rus: Кумино) és un poble de l'óblast de Vladímir, a Rússia, segons el cens del 2010 tenia 34 habitants. Pertany al districte municipal de Iúriev-Polski.